# Dicranomyia swezeyana
Dicranomyia swezeyana là một loài ruồi trong họ Limoniidae. Chúng phân bố ở miền Australasia.